# Сітлальтонак
Сітлальтонак (науатль Sitlaltonak, «сяюча зірка») — в ацтекській міфології бог, що створив зірки разом зі своєю дружиною Сітлалікуе, разом із якою вони асоціюються із першими людьми в ацтекській міфології — Татом (Нотом) і Неною. Проте інші джерела стверджують, що вони обоє є двома різними варіантами імені одного божества.

## Етимологія
З мови науатль ім'я бога Сітлальтонака (Sitlaltonak) означає «сяюча зірка» або «там, де сяють зірки», де «sitlalli» — «зірка»; «tonak» — «сяюча».